# True Love (Pat Benatar)
True Love è l'ottavo album discografico in studio della cantante statunitense Pat Benatar, pubblicato nel 1991.

## Tracce
1. Bloodshot Eyes – 2:49 (Hank Penny, Ruth Hall)
2. Payin' the Cost to Be the Boss – 3:15 (B. B. King)
3. So Long – 3:59 (Remus Harris, Russ Morgan, Irving Melsher)
4. I've Got Papers on You – 2:23 (B. B. King, Jules Tawb)
5. I Feel Lucky – 4:31 (Neil Giraldo, Myron Grombacher)
6. True Love – 4:42 (Giraldo, Pat Benatar)
7. The Good Life – 4:11 (Giraldo, Grombacher)
8. Evening – 3:43 (Mitchell Parish, Harry White)
9. I Get Evil – 3:12 (Albert King)
10. Don't Happen No More – 2:43 (Obie Jessie)
11. Please Come Home for Christmas (CD edition bonus track) – 3:09 (Gene Redd, Charles Brown)